# メル・ファーラー
メル・ファーラー（Mel Ferrer、本名：Melchor Gaston Ferrer、1917年8月25日 - 2008年6月2日）は、アメリカの俳優、映画監督、プロデューサー。ニュージャージー州エルベロン出身。オードリー・ヘプバーンは元妻。メル・フェラーと書かれている場合もある。名前のよく似たホセ・ファーラーは、メル・ファーラーの父と同姓同名だが、血縁関係はない。

## 来歴
父親はスペイン系のキューバ人医師、母親はアメリカ人。プリンストン大学在学中から、夏はマサチューセッツ州デニスの劇団ケイプ・コッド・プレイハウスに参加。その後はヴァーモント州で出版社に勤めていた。プレイハウスで主役をつとめるまでになってからは出版社を退社し、ブロードウェイに進出する。数々の舞台を経験後、さらに地方の放送局に見習いとして入って、DJなどを担当後、NBCのプロデューサー兼ディレクターとなる。1945年に映画入り、当初はダイアログ・ディレクターとしてコロムビア社と契約。俳優としても映画に出演した後、再びブロードウェイに戻るなど、舞台や映画に俳優として活躍し、1950年の『狙われた結婚』で監督にも進出した。1960年代はヨーロッパでの活躍が多くなり、低予算映画の出演がほとんどとなった。

### 私生活
結婚は5度。1937年に小説家のフランセス・ピルチャードと結婚し、1男を儲けるが離婚。1940年に彫刻家のバーバラ・C・トリップスと結婚、2男1女を儲けるが離婚。1942年に再びフランセス・ピルチャードと結婚。4度目は女優のオードリー・ヘプバーンと1954年のブロードウェイの舞台『オンディーヌ』共演後に結婚。共演作に1956年の『戦争と平和』、監督作に1959年の『緑の館』、プロデュース作に1967年の『暗くなるまで待って』など夫婦一緒の仕事も多かったが、1960年に子どもを儲けたのち、1967年に別居、翌年には離婚した。原因は彼の派手な女性関係だといわれている。1971年にエリザベス・スコーティンと結婚。1980年代後半以降は公に姿を見せることがほとんどなかった。ただし、1993年に元妻ヘプバーンが死去した際には葬儀に訪れており、公式には1998年まで芸能界に籍を置いていた。
2008年にカリフォルニア州サンタバーバラ郊外の自宅で死去。死去の半年ほど前から療養所と自宅を往復していたという。死因は未公表。

## 主な作品

### 出演

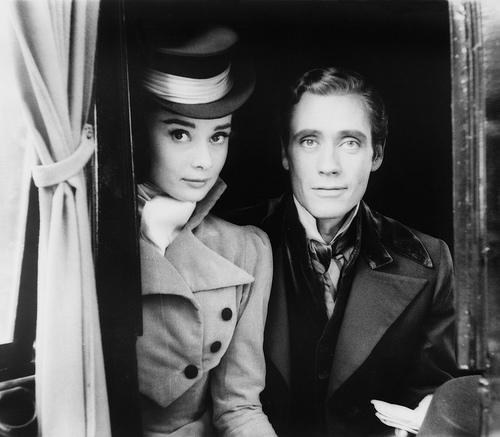
オードリー・ヘプバーンとメル・ファーラー『戦争と平和』（1956）のセットにて 1955年

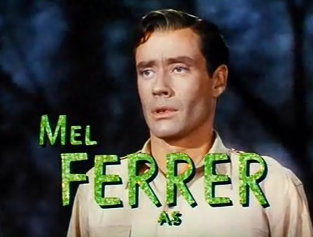
『リリー』（1953）予告編のファーラー

| 公開年 放映年 | 邦題 原題                                                         | 役名                                 | 備考           |
| ------------- | ----------------------------------------------------------------- | ------------------------------------ | -------------- |
| 1950          | 生まれながらの悪女 Born to Be Bad                                 | ガブリエル・ブルーム                 |                |
| 1952          | 無頼の谷 Rancho Notorious                                         | フランシー・フェアモント             |                |
| 1952          | 血闘 Scaramouche                                                  | ノエル                               |                |
| 1953          | リリー Lili                                                       | ポール                               |                |
| 1953          | 円卓の騎士 Knights of the Round Table                             | アーサー                             |                |
| 1955          | 美わしのロザリンダ Oh... Rosalinda!!                              | アルフレッド・ウエスターマン         |                |
| 1956          | 戦争と平和 War and Peace                                          | アンドレイ                           |                |
| 1956          | 恋多き女 Elena et les hommes                                      | アンリ・ド・シュヴァンクール伯爵     |                |
| 1957          | マイヤーリング Mayerling                                          | ルドルフ皇太子                       | テレビ映画     |
| 1957          | 葡萄の季節 The Vintage                                            | ジャンカルロ・バランデロ             |                |
| 1957          | 陽はまた昇る The Sun Also Rises                                   | ロバート・コーン                     |                |
| 1958          | 再会 Fräulein                                                     | フォスター・マクレーン               |                |
| 1959          | 地球全滅 The World, the Flesh and the Devil                       | ベンソン・サッカー                   |                |
| 1960          | 血とバラ Et mourir de plaisir                                     | レオポルド                           |                |
| 1962          | 史上最大の作戦 The Longest Day                                    | ロバート・ヘインズ少将               |                |
| 1962          | フランス式十戒 Le diable et les dix commandements                 | フィリップ・アレン                   |                |
| 1964          | ローマ帝国の滅亡 The Fall of the Roman Empire                     | マルクス・アウレリウス・クレアンデル |                |
| 1964          | 求婚専科 Sex and the Single Girl                                  | ルディ                               |                |
| 1966          | エル・グレコ El Greco                                             | エル・グレコ                         | 出演/製作      |
| 1973          | 刑事コロンボ/偶像のレクイエム Columbo: Requiem for a Falling Star | ジェリー・パークス（被害者・未遂）   | テレビシリーズ |
| 1974          | レディ・イポリタの恋人/夢魔 L'anticristo                          | マッシモ                             |                |
| 1975          | ブラニガン Brannigan                                              | メル・フィールズ                     |                |
| 1977          | 悪魔の沼 Eaten Alive                                              | ハーヴェイ・ウッド                   |                |
| 1978          | ハイライダーズ Hi-Riders                                          | 保安官                               |                |
| 1978          | バトル・オブ・ザ・バイキング The Norseman                         | King Eurich                          |                |
| 1978          | 鉄路に消えた女 Zwischengleis                                      | ストーン                             |                |
| 1979          | パニック・アリゲーター/悪魔の棲む沼 Il fiume del grande caimano   | ジョシュア                           |                |
| 1979          | ザ・ビジター The visitor                                          | ウォーカー                           |                |
| 1980          | 食人帝国 Mangiati vivi!                                           | カーター教授                         |                |
| 1980          | エヴァ・ライカーの記憶 The Memory of Eva Ryker                    | サンフォード                         | テレビ映画     |
| 1980          | ナイトメア・シティ Incubo sulla città contaminata                 | マーチソン将軍                       |                |
| 1981          | リリー・マルレーン Lili Marleen                                   | デヴィッド・メンデルソン             |                |
| 1982          | パラレル・デス/殺しの真相 One Shoe Makes It Murder                | カール                               | テレビ映画     |
| 1985          | デッド・シティ・カクテル/夜を葬れ Seduced                         | アーサー・オーロフ                   | テレビ映画     |
| 1991          | プリンス・マルコ/地中海の標的 Eye of the Widow                    | フランケンハイマー                   |                |

### 製作他
| 公開年 放映年 | 邦題 原題                          | 担当       | 備考 |
| ------------- | ---------------------------------- | ---------- | ---- |
| 1950          | 狙われた結婚 The Secret Fury       | 監督       |      |
| 1959          | 緑の館 Green Mansions              | 監督       |      |
| 1966          | エル・グレコ El Greco              | 出演・製作 |      |
| 1967          | 暗くなるまで待って Wait Until Dark | 製作       |      |
| 1970          | ナイトビジター The Night Visitor   | 製作       |      |